# Organizacija američkih država
Organizacija američkih država je međunarodna organizacija 35 američkih država, sa sjedištem u Washingtonu, SAD. Osnovana je 1948. godine, potpisivanjem Povelje Organizacije američkih država, a koja je stupila na snagu 1951. godine.

## Članstvo
Po osnivanju 5. svibnja 1948. Organizaciju je činilo 21 država članica.
Danas, svih 35 nezavisnih američkih država su članice Organizacije:
- Antigva i Barbuda
- Argentina
- Bahami
- Barbados
- Belize
- Bolivija
- Brazil
- Čile
- Dominika
- Dominikanska Republika
- Ekvador
- Grenada
- Gvatemala
- Gvajana
- Haiti
- Honduras
- Jamajka
- Kanada
- Kolumbija
- Kostarika
- Kuba
- Meksiko
- Nikaragva
- Panama
- Paragvaj
- Peru
- Salvador
- Sjedinjene Američke Države
- Sveta Lucija
- Sveti Vincent i Grenadini
- Sveti Kristofor i Nevis
- Surinam
- Trinidad i Tobago
- Urugvaj
- Venezuela

Službeni jezici organizacije su engleski, francuski, španjolski i portugalski. Iako je Surinam država članica, nizozemski nije službeni jezik.